# Will together〜ウィル・トゥギャザー〜
『will together〜ウィル・トゥギャザー〜』は、テレビ神奈川（tvk）で2011年7月2日から2013年3月30日まで放送されていた情報バラエティ番組。

## 概要
- 「今どきの女子の間で流行しているもの、興味のあるイベントは何か?」をテーマに、流行の先端ともいえる渋谷の女子をメインに、彼女たちが本音で見たい、知りたいと思っている情報を紹介。2011年10月からは「愛され女子による愛され女子のための番組」というコンセプトの下、女子たちが気になる情報を紹介した。
- 番組の収録は2011年7月期は江ノ島、8月期からはtvkの社内で行われた。また番組内コーナーの「渋谷アゲアゲ発信局」は、SHIBUYA 109店内で収録が行われていたが、2011年10月から本編同様スタジオ収録になった。
- MCがWコロンの木曽さんちゅうになってからは、地元神奈川のローカルな情報から沖縄のリゾート情報まで、気になるオトクな情報を紹介した。

## 出演者
メインMC
- 木曽さんちゅう（Wコロン、2012年2月11日 - ）
- 藤本ゆき

レポーター
- 福正れな（2011年8月20日 - ）
- ロマンの赤松（2012年2月11日 - ）
- ヴィンテージ
- 藤田知美

### 過去の出演者
- 高部あい（メインMC、番組開始 - 2011年7月30日）
- 渋谷飛鳥（メインMC、番組開始 - 2012年3月）
- 板倉あや
- 二宮悠嘉（元SDN48、2011年8月6日 - 。同年7月16日 - 7月23日はゲストとして出演）
- 大橋リナ（番組開始 - 降板時期不明）
- 成瀬いく（番組開始 - 降板時期不明）
- 木下愛未（番組開始 - 降板時期不明）
- 小堀美茄冬（番組開始 - 2012年1月）
- 昼野真央（2011年8月13日。現在は番組ナレーターとして出演）
- 江村モモ（2011年8月13日 - 降板時期不明）
- 日野美侑未（2011年8月13日）

『渋谷アゲアゲ発信局』担当
- 鈴木あや
- 川端かなこ
- 細井宏美
- 寿るい

## 放送局
| 放送地域 | 放送局 | 放送期間                                                  | 放送日時                                        | 放送系列  | 備考 |
| -------- | ------ | --------------------------------------------------------- | ----------------------------------------------- | --------- | ---- |
| 神奈川県 | tvk    | 2011年7月2日 - 2012年4月7日 2012年4月14日 - 2013年3月30日 | 土曜 8時30分 - 9時00分 土曜 10時30分 - 11時00分 | 独立UHF局 |      |

| tvk 土曜午前8時30分枠                             | tvk 土曜午前8時30分枠                                                    | tvk 土曜午前8時30分枠                        |
| 前番組                                            | 番組名                                                                   | 次番組                                       |
| ------------------------------------------------- | ------------------------------------------------------------------------ | -------------------------------------------- |
| 蝶野正洋のDADMAN MORNING （2011.4.9 - 2011.6.25） | will together〜ウィル・トゥギャザー〜（第1期） （2011.7.2 - 2012.4.7）   | 音楽缶などの単発枠 （2012.4.14 - 2014.3.29） |
| tvk 土曜午前10時30分枠                            |                                                                          |                                              |
| 単発枠                                            | will together〜ウィル・トゥギャザー〜（第2期） （2012.4.14 - 2013.3.30） | 単発枠                                       |